# Weikersheim
Weikersheim település Németországban, azon belül Baden-Württembergben. Lakosainak száma 7881 fő (2023. december 31.). Weikersheim Igersheim, Bad Mergentheim, Niederstetten, Creglingen, Riedenheim, Röttingen és Tauberrettersheim községekkel határos.

## Népesség
A település népessége az elmúlt években az alábbi módon változott:
| Lakosok száma | 6936 | 7141 | 7117 | 6646 | 6608 | 7139 | 7492 | 7576 | 7336 | 7881 |
|               | 1961 | 1967 | 1974 | 1980 | 1987 | 1993 | 2000 | 2006 | 2013 | 2023 |